# Kalkflachmoor mit Hochmooranteil westlich Langmoos

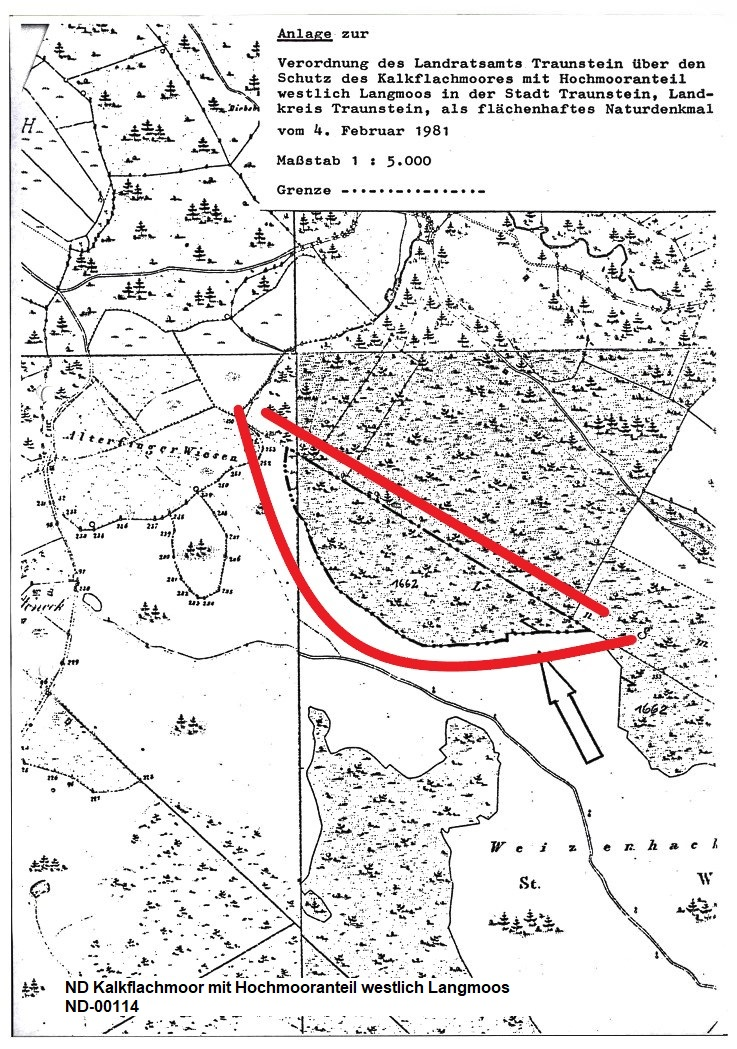
Lageplan Amtsblatt

Das Kalkflachmoor mit Hochmooranteil westlich Langmoos in der Stadt Traunstein ist ein 4,77 ha großes flächenhaftes Naturdenkmal im Landkreis Traunstein.
Es erhielt im Februar 1981 durch Verordnung des Landratsamtes Traunstein den Schutzstatus und wird vom Bayerischen Landesamt für Umwelt unter der Nummer ND-00114 gelistet.

## Schutzzweck
Das Kalkflachmoor mit Hochmooranteil ist als flächenhaftes Naturdenkmal zu schützen, da seine Erhaltung wegen seiner hervorragenden Eigenart und Seltenheit, seiner ökologischen, wissenschaftlichen, floristischen und faunistischen Bedeutung im öffentlichen Interesse liegt.